# Arraute-Charritte
Arraute-Charritte település Franciaországban, Pyrénées-Atlantiques megyében. Lakosainak száma 435 fő (2022. január 1.). Arraute-Charritte Bergouey-Viellenave, Amorots-Succos, Arancou, Bidache, Came, Masparraute és Orègue községekkel határos.

## Népesség
A település népességének változása:
| Lakosok száma | 383  | 373  | 391  | 385  | 396  | 406  | 417  | 425  | 435  |
|               | 2013 | 2015 | 2016 | 2017 | 2018 | 2019 | 2020 | 2021 | 2022 |